# بيلبورد (مجلة)
بيلبورد (بالإنجليزية: Billboard)‏ هي مجلة أمريكية أسبوعية متخصصة في مجال صناعة الموسيقى. منذ نشأتها تقوم المجلة بإصدار اسبوعي دقيق معترف به دوليا يعكس مدى نجاح وشعبية الأغاني والألبومات الغنائية. من أبرز السباقات التي تصدره المجلة هو «شارت» بيلبورد هوت 100 الذي يحدد مدى رواج الأغنية بغض النظر عن نمطها الموسيقي، ويعد هذا السباق مرجعا في عالم الموسيقى.
أما السباق الآخر الذي لا يقل أهمية عن الأول فهو بيلبورد 200 وهو يعكس رواج الألبومات الموسيقي من خلال نسبة وعدد المبيعات الأسبوعية.